# Bargański

Bargański

Bargański (Bergański) – kaszubski herb szlachecki.

## Opis herbu
Opis z wykorzystaniem zasad blazonowania, zaproponowanych przez Alfreda Znamierowskiego:
W polu czerwonym głowica złota ścięta w lewy skos i podstawa srebrna ścięta w prawy skos. Klejnot: nad hełmem w koronie ogon pawi. Labry czerwone z prawej podbite złotem, z lewej podbite srebrem.

## Najwcześniejsze wzmianki
Herb opisany słownie przez Rietstapa. Ledebur wzmiankuje rodzinę Bergenski, żyjącą w 1730 w ziemi lęborsko-bytowskiej, w Bargędzinie.

## Herbowni
Ponieważ herb Bargański był herbem własnym, przysługiwał tylko jednej rodzinie herbownych:
Bargański (Bergański, Bergenski).